# Баді аз-Заман Мірза
Баді аз-Заман Мірза (*д/н — між 1514 та 1517) — володар Хорасану та Астрабаду в 1506—1507 роках.

## Життєпис

### Молоді роки
Походив з династії Тимуридів. Старший син Хусейна, правителя Хорасану, та Бега-Султан-бегцум (доньки Султан-Санджара, еміра Мерву). Про дату народження нічого невідомо. Перша згадка про Баді аз-Замана відноситься до 1494 року. На той час він був хакімом (намісником0 Астрабаду. Вдерся до Мазандарану, але незважаючи на перші успіхи, не домігся повалення династії Марашіян. 
1496 року повстав проти рішення батька перевести його з посади хакіма Астрабаду на посаду хакіма Балху. Втім суперечку вдалося владнати. Проте вже 1497 року уклавши союз з Зу'н-ніун-беком Аргуном, хакімом Кандагару, Баді аз-Заман знову повстав, але неподалік від Герату зазнав поразки та втік до Кундузу. У 1499 році зробив третю спробу повалити батька, проте невдало. Втім невдовзі уклав мир з Хусейном Байкарою, вдовольнившись намісництвом в Балху.

### Правління
У 1506 році після смерті батька стає новим правителем Хорасану. Але мусив розділити владу зі зведеним братом Музаффаром Хусейном Мірзою. Невдовзі брати розпочали між собою боротьбу за одноосібну владу. Водночас загрозу становив Мухаммед Шейбані, який на той час зміцнився у Мавераннахрі. До Герату прибув родич Баді аз-Замана — Бабур (став на той час правителем Кабула), але вирішив не втягуватися у протистояння з Шейбані. У 1507 році у битві неподалік Герату Баді аз-Заман зазнав поразки від військ Шейбані та втік до Кандагару. Тут отримав допомогу від власного намісника Мухаммеда Мукіна з роду Аргун.
1508 року з новим військом рушив на Герат, проте знову зазнав поразки. Слідом за цим перебрався до Делійського султанату. У 1510 році опинився при дворі шаха Ісмаїла I, спонукавши того рушити проти узбеків. В результаті персами було захоплено Астрабад і Хорасан. Втім, Баді аз-Заман не отримав своїх володінь. Йому дозволили оселитися поблизу Тебризу (тодішньої столиці Персії), надавши пенсію у 3650 золотих на рік.
У 1514 році, коли Тебриз було захоплено османським султаном Селімом I, той забрав колишнього хорасанського володаря до Стамбула. Тут до 1517 року Баді аз-Заман помер під час чуми.